# Binh trạm
Binh trạm là đơn vị hậu cần được tổ chức trong thời chiến, làm nhiệm vụ vận chuyển hàng quân sự và bảo đảm vật chất, phương tiện kỹ thuật, hậu cần quân sự cho bộ đội hành quân trên một cung, chặng thuộc một tuyến vận tải hoặc khu vực nhất định.

## Nhiệm vụ
Binh trạm hình thành trong kháng chiến chống Pháp. Trong kháng chiến chống Mỹ, binh trạm được tổ chức trên tuyến vận tải quân sự chiến lược Bắc - Nam và hậu phương với quy mô lớn hơn.
Binh trạm có vai trò quyết định trong việc vận chuyển hàng, cơ động lực lượng, phương tiện, vận chuyển thương binh, bệnh binh... bảo đảm cho lực lượng vũ trang trong 2 cuộc kháng chiến chống Pháp và kháng chiến chống Mỹ. Mỗi binh trạm được chia các cung, chặng vận chuyển. Binh trạm cung ngắn vận chuyển trong một ngày (hoặc một đêm) có thể quay vòng phương tiện nhiều lần, cung dài thường vận chuyển trên một cự li dài trong một ngày đêm.
Nhiệm vụ cụ thể của binh trạm bao gồm: tiếp chuyển hàng quân sự từ các phương tiện vận tải khác; tạo chân hàng; vận chuyển hàng quân sự đến các cửa khẩu tiếp nhận của binh trạm vận tải khác; vận chuyển hàng hóa bảo đảm cho các đơn vị bảo đảm, bảo vệ trên các cung binh trạm; sơ cứu và vận chuyển thương binh, bệnh binh về tuyến sau; cơ động bộ đội, bảo đảm cho bộ đội hành quân trên cung đoạn của binh trạm; bảo đảm các mặt cho vận chuyển như: bảo đảm kỹ thuật phương tiện, bảo đảm xếp, dỡ, bảo quản hàng, bảo đảm giao thông, tuyến đường, bảo vệ cho các lực lượng, phương tiện vận tải..., huấn luyện kỹ thuật nghiệp vụ cho lực lượng vận tải.

## Lịch sử

### Trong kháng chiến chống Pháp
Trong kháng chiến chống Pháp trận đánh Đông Khê (9.1950) mở đầu Chiến dịch Biên Giới (9.10.1950), Phòng Cung cấp chiến dịch thành lập 2 binh trạm ở Canh Mạn và Thủy Khẩu để vận chuyển, tiếp nhận, xếp dỡ, bảo quản hàng quân sự và điều hòa dân công vận tải đi các hướng. Lực lượng ở mỗi binh trạm bao gồm: 150-200 dân công vận tải, 1 đại đội vận tải thô sơ, 1 đại đội vận tải làm nhiệm vụ bảo quản hàng ở các kho quân lương, quân khí.

### Trong kháng chiến chống Mỹ
Trong kháng chiến chống Mỹ, trên tuyến đường Trường Sơn, nhiều binh trạm được lập ra với nhiệm vụ và tổ chức biên chế có sự phát triển so với trong kháng chiến chống Pháp. Binh trạm 31 thuộc Đoàn 559 là 1 trong 5 binh trạm ở tuyến giữa, năm 1969 đảm nhiệm cung vận tải từ Mụ Giạ đến Lùm Bùm, cơ quan binh trạm ở Pak Pha Năng.
Nhiệm vụ của binh trạm: tổ chức vận chuyển mọi nhu cầu vật chất kỹ thuật, trang bị khí tài chi viện cho các chiến trường trong mọi tình huống; tổ chức giao nhận, bảo quản hàng hóa; tổ chức và chỉ huy bộ đội vào, ra và chuyển thương binh, bệnh binh về phía sau; tổ chức đánh địch trên không và mặt đất bảo vệ tuyến hành lang và đội hình vận chuyển; tổ chức, chỉ huy công tác bảo đảm giao thông mở đường mới, đường vòng tránh, mở rộng và nâng cấp mặt đường để nâng cao tốc độ và bảo đảm được trọng tải của phương tiện; tổ chức chỉ huy giao thông đúng thứ tự ưu tiên đã quy định trên tuyến. Tiến hành công tác chính trị cho bộ đội, tổ chức tốt mọi công tác bảo đảm hậu cần, thông tin liên lạc, kỹ thuật xăng dầu... cho nội bộ binh trạm và các lực lượng hành quân qua tuyến của binh trạm; xây dựng căn cứ binh trạm vững mạnh về mọi mặt. Trong đó, nhiệm vụ tổ chức vận chuyển chi viện cho chiến trường là nhiệm vụ trọng tâm.

## Tổ chức
Binh trạm tương đương cấp trung đoàn bao gồm: lực lượng, phương tiện vận tải, kho, cảng và các phân đội bảo đảm; làm nhiệm vụ vận chuyển, tiếp nhận hàng quân sự, cơ động bộ đội, vận chuyển thương binh, bệnh binh và bảo đảm cho bộ đội hành quân trên từng cung, đoạn thuộc tuyến vận tải hoặc khu vực nhất định.
Biên chế binh trạm: 1-3 tiểu đoàn công binh, 1-2 tiểu đoàn ô tô (80-108 xe), từ 2 đại đội đến 2 tiểu đoàn pháo phòng không, 1-2 đại đội bộ binh, 2-3 đại đội kho, 1 tiểu đoàn giao liên (quản lí 5-7 trạm giao liên), 1-2 đại đội sửa chữa xe máy, 1-2 đại đội thông tin, đội điều trị và 2-3 đội phẫu thuật.
Cụ thểː Ban chỉ huy binh trạm có binh trạm trưởng, chính ủy, 3 binh trạm phó (phụ trách tham mưu vận chuyển, phụ trách cầu đường, phụ trách tác chiến), 1 phó chính ủy phụ trách ban chính trị trực tiếp làm chủ nhiệm chính trị. Các cơ quan giúp việc của ban chỉ huy binh trạm bao gồm: Ban tham mưu cầu đường, Ban tham mưu vận chuyển, Ban tham mưu tác chiến phòng không, Ban chính trị, Ban hậu cần.
Sau khi đất nước thống nhất (1975), các binh trạm được tổ chức lại phù hợp với thời kỳ.